# Serghei Secu
Serghei Secu (Chisinau, 28 november 1972) is een voormalig profvoetballer uit Moldavië, die zijn actieve loopbaan in 2008 beëindigde bij de Roemeense club FC Săcele. Hij speelde als verdediger in onder meer Polen, Rusland, Kazachstan en Armenië gedurende zijn carrière.

## Interlandcarrière
Secu speelde in de periode 1991-1997 in totaal twintig officiële interlands voor het Moldavisch voetbalelftal en scoorde in die periode eenmaal voor de nationale ploeg. Inclusief de officieuze (want niet door de FIFA erkende) duels komt hij overigens tot een aantal van 27 caps.
Zijn officiële debuut maakte Secu op 16 april 1994 in de vriendschappelijke uitwedstrijd tegen de Verenigde Staten (1-1). Hij viel in dat duel na 89 minuten in voor Alexandru Guzun. Zijn eerste en enige interlandtreffer maakte hij op woensdag 12 oktober 1994, toen Moldavië in eigen huis met 3-2 won van Wales in de EK-kwalificatiereeks.